# Mikołaj Liwczak

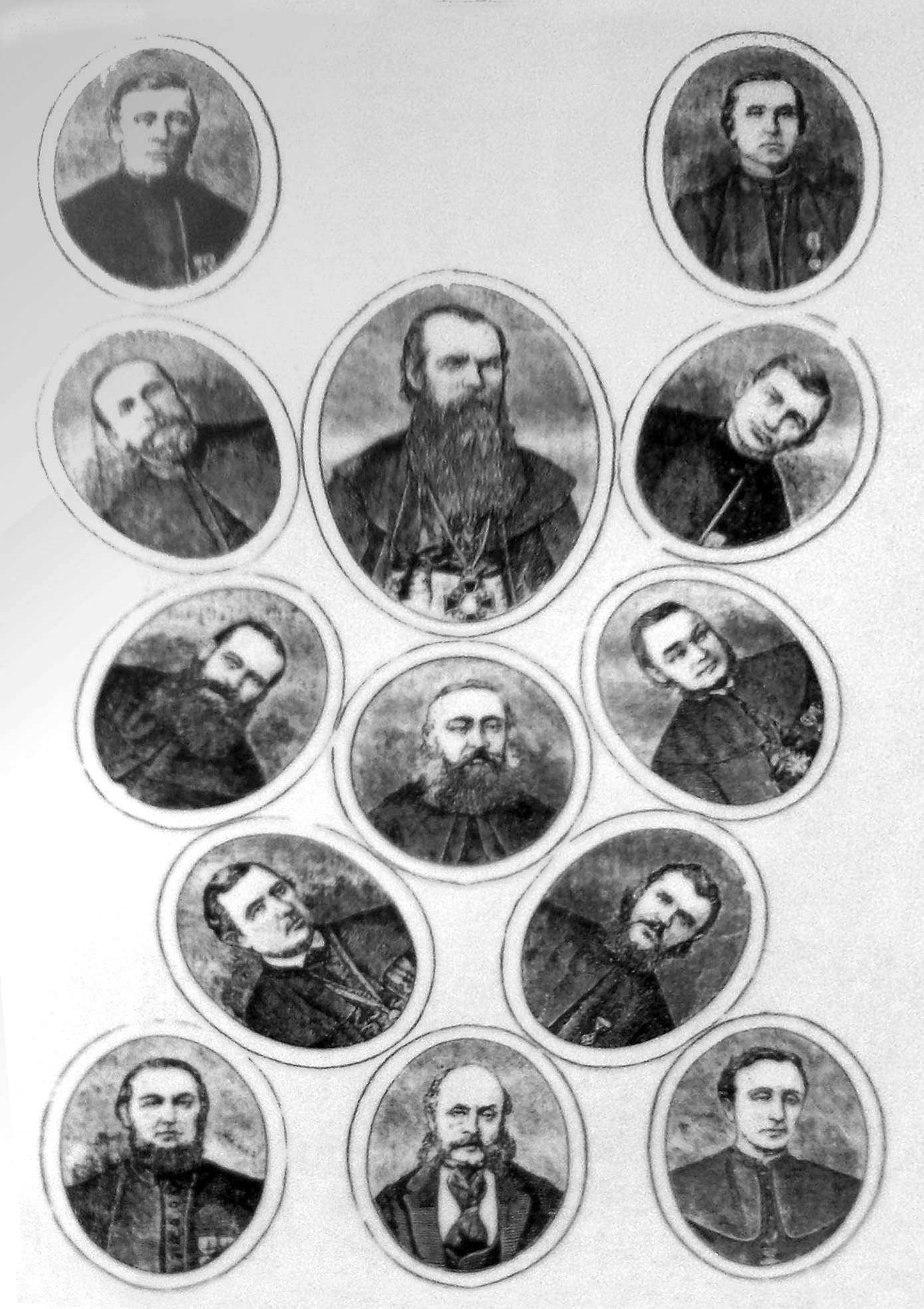
Mikołaj Liwczak na wspólnej podobiźnie duchownych z Chełmszczyzny przechodzących na prawosławie, 1875 (w prawej kolumnie drugi od góry)

Mikołaj Liwczak (ur. 1837 w Cisowej, zm. 1909 w Aleksandrowie Pogranicznym), także w brzmieniu zrusyfikowanym Nikołaj – duchowny greckokatolicki, a następnie prawosławny pochodzenia ukraińskiego, jeden z najaktywniejszych uczestników likwidacji unickiej diecezji chełmskiej, nagrodzony przez cara złotym krzyżem. Autor wspomnień opisujących te wydarzenia.

## Życiorys

### Duchowny unicki
Był synem kapłana greckokatolickiego Mikołaja Liwczaka i jego małżonki Julii zd. Kałużniackiej. W 1860 ukończył gimnazjum w Przemyślu, a następnie greckokatolickie seminarium duchowne św. Barbary w Wiedniu i studia na wydziale filologiczno-historycznym miejscowego uniwersytetu. W czasie pobytu w Wiedniu zetknął się z kapelanem cerkwi przy rosyjskiej ambasadzie, ks. Michaiłem Rajewskim, działaczem słowianofilskim. Dyplom końcowy uzyskał w 1864. W grudniu tego roku został wyświęcony kolejno na diakona i na kapłana.
Był jednym z najaktywniejszych działaczy ruchu obrzędowego w Galicji. W momencie związania się z tym ruchem deklarował szczere przywiązanie do katolicyzmu, z czasem dopiero poznawanie duchowości wschodniego chrześcijaństwa doprowadziło go do przekonania o słuszności prawosławia. W latach 1865–1866 był proboszczem greckokatolickiej parafii św. Norberta w Krakowie. Nauczał również języków antycznych w I gimnazjum w tymże mieście. Z powodu problemów z kierowaniem placówką zrezygnował z tego stanowiska i postanowił wyjechać do Imperium Rosyjskiego. Władze carskie, planując ostateczną likwidację Kościoła unickiego w Rosji, a w związku z tym rusyfikację unickiej ludności ziemi chełmskiej, sprowadzały wówczas do guberni lubelskiej i siedleckiej duchownych moskalofilskich z Galicji.

### Działalność na Chełmszczyźnie do 1875
Natychmiast po przybyciu do guberni siedleckiej (bez zgody greckokatolickiego metropolity lwowskiego) zadeklarował chęć przyjęcia obywatelstwa rosyjskiego. Oficjalnie przybył do Rosji jako nauczyciel progimnazjum w Białej. Według Włodzimierza Osadczego nie wskazywano przy tym, jaki przedmiot miałby wykładać, natomiast Krzysztof Latawiec wskazuje, że Liwczak od 1866 do 1867 był unickim katechetą w szkole żeńskiej w Chełmie, a od 1867 do 1872 – w bialskim gimnazjum. Jako pierwszy kapłan unicki na Chełmszczyźnie wygłosił kazanie w języku rosyjskim, w katedrze chełmskiej.

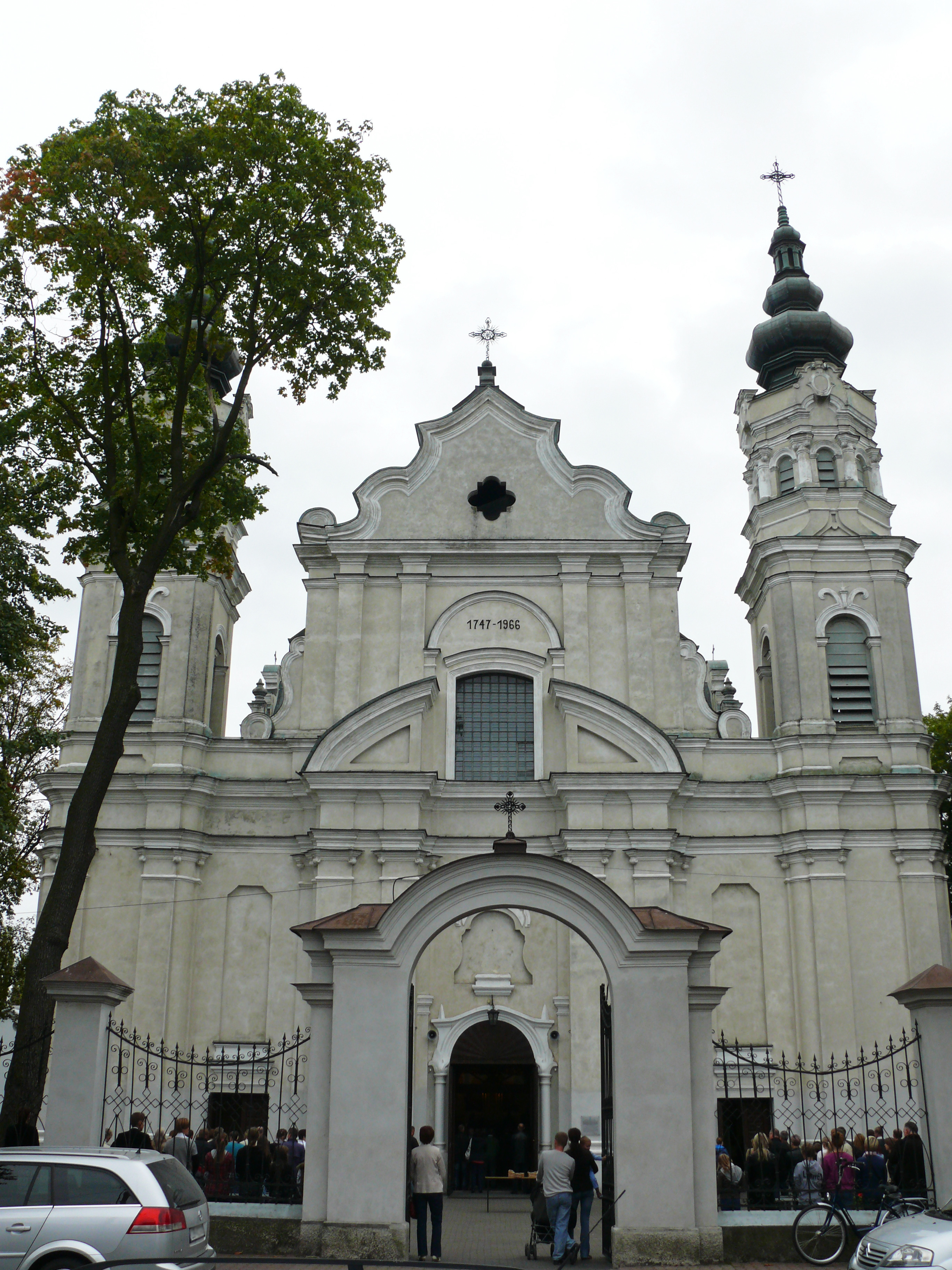
Cerkiew Narodzenia Matki Bożej (obecnie kościół Narodzenia Najświętszej Maryi Panny) w Białej Podlaskiej. Ks. Mikołaj Liwczak służył w niej w latach 1867–1880. Walnie przyczynił się do przymusowego zaprowadzenia prawosławia w tejże parafii, a w styczniu 1875 współprowadził w cerkwi w Białej ceremonię konwersji 50 tys. chełmskich unitów – pierwszą taką w ramach likwidacji unickiej diecezji chełmskiej

W 1867 objął parafię w Białej i rozpoczął służbę w unickiej pobazyliańskiej cerkwi Narodzenia Matki Bożej. Już wtedy cieszył się szczególnym zaufaniem władz rosyjskich. Jego przybycie do Białej nastąpiło w momencie, gdy miejscowa ludność unicka zaczęła protestować przeciwko usuwaniu ze świątyni obcych prawosławnej tradycji elementów wyposażenia wnętrza i zlatynizowanych obrzędów typowych dla unickiej diecezji chełmskiej. Ks. Liwczak szczególnie zaangażował się w zwalczanie unickich obyczajów w swojej parafii. W 1869 nie zorganizował w niej uroczystości Bożego Ciała, za co naraził się biskupowi chełmskiemu Mychajle Kuzemskiemu. W jego obronie wystąpił jednak kierujący konsystorzem chełmskim Markiełł Popiel, również moskalofilski duchowny z Galicji. W 1872, na polecenie gubernatora siedleckiego Stiepana Gromieki, ks. Liwczak usunął z cerkwi szczególnie czczone przez unitów relikwie św. Jozafata Kuncewicza i przeniósł je do podziemi obiektu. Wspominając następnie te wydarzenia uznał, iż sprawa relikwii św. Jozafata nie pomogła w szerzeniu prawosławia, gdyż niepotrzebnie zniechęciła i zdenerwowała wiernych. W 1873 otrzymał godność protoprezbitera i dziekana bialskiego.
12 stycznia 1875 kierowana przez ks. Liwczaka parafia w Białej jako pierwsza placówka unicka ogłosiła przejście na prawosławie (miało to miejsce cztery miesiące przed oficjalną likwidacją unickiej diecezji chełmskiej). Uroczysta konwersja odbyła się w cerkwi bialskiej w obecności arcybiskupa warszawskiego Joannicjusza, który według katolickich źródeł, słysząc wiernopoddańczą mowę ks. Liwczaka, był zniesmaczony jego służalczością. Według innego źródła ks. Liwczak był rozczarowany administracyjnymi i siłowymi metodami szerzenia prawosławia, uważał je za niewłaściwe. Razem z parafią bialską prawosławie przyjęło 50 tys. wiernych z 45 parafii, jak również 26 kapłanów. W tym samym roku ks. Liwczak wyjechał do Petersburga na spotkanie Komitetu Słowiańskiego w soborze św. Izaaka i tam odebrał od cara złoty krzyż kapłański.

### Duchowny prawosławny
Duchowny stracił pozycję i wpływy w eparchii chełmsko-warszawskiej po usunięciu Marcelego (Popiela) z urzędu biskupa chełmskiego i przeniesieniu go do eparchii podolskiej w 1879; podobny los spotkał zresztą większość kapłanów z Galicji, którym niechętny był nowy ordynariusz eparchii arcybiskup Leoncjusz. W 1879 pozbawiono go stanowiska dziekana bialskiego, a w 1880 stracił pracę w gimnazjum w Białej. Zaproponowano mu parafię w Dorohobużu, której nie przyjął, uznając, iż była to zbyt biedna placówka. Dzięki wcześniejszej znajomości z Michaiłem Katkowem i Siergiejem Aksakowem ks. Liwczak dotarł jednak w 1882 do samego Konstantina Pobiedonoscewa, który umożliwił mu objęcie stanowiska nauczyciela łaciny w seminarium duchownym w Mińsku. Jeszcze w tym samym roku duchowny odbył podróż po Europie, był m.in. w Bułgarii, a z generałem Michaiłem Skobielewem prowadził korespondencję nt. warunków życia, problemów narodowościowych i etnicznych w Austro-Węgrzech. Po powrocie do Rosji został nauczycielem języków starożytnych w jednym z warszawskich gimnazjów. W 1883 otrzymał nagrodę kuratora warszawskiego okręgu naukowego Aleksandra Apuchtina i przeszedł na analogiczne stanowisko w gimnazjum w Łomży. W latach 1893–1894 był równocześnie proboszczem parafii św. Konstantyna w Łomży, obsługując cerkiew przeznaczoną dla żołnierzy i służb celnych (na terenie obecnej Piątnicy). W 1894 zakończył pracę dydaktyczną. Od wymienionego roku do końca życia był proboszczem parafii św. Aleksandra Newskiego w Aleksandrowie Pogranicznym.
W 1901 otrzymał order św. Anny II stopnia.
Spisał wspomnienia dotyczące akcji likwidacji unickiej diecezji chełmskiej; wydał je rok po jego śmierci jego syn Iwan. Fragmenty wspomnień Nikołaja Liwczaka zostały przełożone na język polski.

## Życie prywatne
W 1864 ożenił się z Henriettą Kittel, która po konwersji na prawosławie zmieniła imię na Maria. Zmarła w 1900. Liwczakowie mieli dziewięcioro dzieci:
- Natalię (1865–?)
- Helenę (1867–?)
- Marię (1870–?)
- Lwa (1872–1907), urzędnika rosyjskiej komory celnej
- Nikołaja (1873–?), urzędnika rosyjskiej komory celnej
- Iwana (1874–1875)
- Iwana (1875–?), nauczyciela
- Borisa (1877–?), lekarza weterynarii w 10 Pułku Kozaków Dońskich
- Władimira (1878–1880)[1].